# Martyn P. Casey
Martyn Paul Casey (Perth, 10 luglio 1960) è un bassista australiano.
Nato a Perth, dove vive con la moglie ed i figli quando non è in tour.
È principalmente noto per aver fatto parte dei Triffids negli anni ottanta, e di Nick Cave and the Bad Seeds negli anni novanta. È membro di Grinderman, l'attuale band di Nick Cave.